# Bataille d'Anchem
La bataille d'Anchem (aussi appelée bataille d'Anchiem ou bataille d'Anchim), est une bataille opposant deux factions de la famille royale de l'empire éthiopien (Mangista Iteeyop'p'ya). La bataille a lieu le 31 mars 1930, et l'enjeu est la conquête du pouvoir impérial éthiopien, qui reviendra à l'issue des combats, soit à l'impératrice d'Éthiopie (Nigiste Negest) Zewditou, soit au roi (Négus) Tafari Makonnen.
La bataille d'Anchem est mémorable car les forces combattant pour l'installation au pouvoir de Zewditou ne sont pas ouvertement soutenues par elle. La bataille est également notoire pour l'utilisation à la fois de la guerre psychologique et de lourds bombardements aériens par les forces soutenant Tafari.
À l'issue de la bataille, qui voit la victoire des forces de Tafari Makonnen, ce dernier est couronné empereur d'Éthiopie sous le nom de règne de Haïlé Sélassié I.

## Contexte
Le 27 octobre 1928, le ras Tafari Makonnen, âgé de trente-deux ans, futur empereur Haïlé Sélassié I, est couronné roi par l'impératrice Zewditou. Depuis 1916, pendant la période de minorité de Tafari, Zewditou exerçait le pouvoir en tant que régente. Le couronnement de Tafari en tant que roi l'amène à exercer le pouvoir aux dépens de Zewditou. Son couronnement provoque le développement de deux factions au sein de la cour royale : une faction favorable à Tafari et une autre soutenant Zewditou. Le mari de Zewditou, Gougsa Wellé, âgé de cinquante-trois ans, rêve d'un avenir où Zewditou resterait impératrice et lui-même serait proclamé empereur. Il se désigne clairement comme le chef de la faction pro-Zewditou.
Moins d'un mois après que Tefari ait été couronné roi, le peuple Oromo se révolte dans la province de Wello. En tant que roi et avec l'approbation tacite de l'impératrice, Tafari appelle les gouverneurs de plusieurs provinces voisines à réprimer la révolte. Seyoum Mengesha, d'Aksoum, dans l'ouest du Tigré, Gougsa Araya Sélassié de Makalle, dans l'est du Tigre, Ayalew Birru de la province de Semien et Gougsa Wellé de Begemder sont sollicités. Wellé, de même que d'autres commandants, n'est pas satisfait de l'arrivée au pouvoir de Tafari. En conséquence, sa réponse à l'appel de Tafari est peu enthousiaste. Les efforts pour réprimer les Oromo sont un échec en raison des intrigue au sein même du palais royal, et la révolte se poursuit. Un cousin de confiance de Tafari, Emrou Haile Selassie, est nommé Shum de Wollo afin de mettre fin à la révolte.
Gougsa Wellé, de plus en plus mécontent du règne de Tafari Makonnen, tente de rallier « l'Éthiopie traditionnelle » à ses côtés, en soutien à son épouse, l'impératrice. De l'avis de cette faction, Tafari est trop jeune, et la rumeur court même qu'il s'est secrètement converti au catholicisme. Gougsa Wellé écrit des lettres aux dirigeants du Tigré et du Godjam pour leur demander un soutien à sa révolte. Tous semblent d'abord favorables. Mais finalement, aucun ne répond aux lettres de Gugsa Welle et les dirigeants provinciaux ne se joignent pas à lui. Cependant, les rebelles Oromos acceptent eux de rejoindre ses troupes.

## Bataille

### Levée des troupes
Tafari Makonnen organise un chitet, un rassemblement traditionnel afin de lever une armée. Il cherche à écraser lui-même la révolte en cours à Wello. À ce moment-là, Gougsa Wellé n'est pas encore entré dans une révolte ouverte et l'impératrice Zewditou le supplie de ne pas le faire. Dans le cadre du gouvernement, l'impératrice est dans une étrange position. Elle est officiellement du même côté que le roi Tafari et se doit de lutter contre son mari qui se rebelle en son nom, bien qu'elle soutienne son objectif.
La réponse au chitet est au départ faible de la part de la population. Le nouveau ministre de la Guerre, Moulougéta Yeggazou, ne parvient à enrôler que 16 000 hommes au total. En janvier 1930, alors qu'il rassemble ses troupes à Dessie pour tenter d'écraser la révolte, il ne parvient à réunir que 2 000 hommes. C'est le moment que choisit Gougsa Wellé pour se soulever, avec une armée dévouée de 35 000 hommes, rassemblée dans la ville de Debre Tabor. Il parvient à réunir ces hommes sans même l'aide des forces des chefs du Tigré et du Godjam.
Le 24 février, l'impératrice Zewditou et le roi Tafari publient la proclamation impériale de Yekatit. Elle déclare Gougsa Wellé rebelle. Joint à la proclamation se trouve un anathème signé par l'Abouna copte Kyrillos. L'anathème est adressé à tous les monastères de Begémeder. Il promet l'excommunication à tous ceux qui suivraient Gougsa Wellé dans sa rébelion, par ces mots : « vous pouvez suivre Gougsa Wellé, vous pouvez vous attacher à lui, être maudit et excommunié ; votre vie et votre chair sont des parias de la société chrétienne. ». Le dévouement de nombreux hommes qui suivent Gougsa Wellé est ébranlé par la proclamation, mais surtout son anathème.
À la mi-mars, Moulougéta fait défiler ses troupes de Dessie à Debre Tabor, afin de mener l'assaut contre le rebelle Gougsa Wellé et son armée. Il est équipé de cinq canons, sept mitrailleuses et d'appareils entièrement nouveaux en Éthiopie, et récents dans la stratégie militaire en général : des biplans bombardiers.

### Guerre psychologique

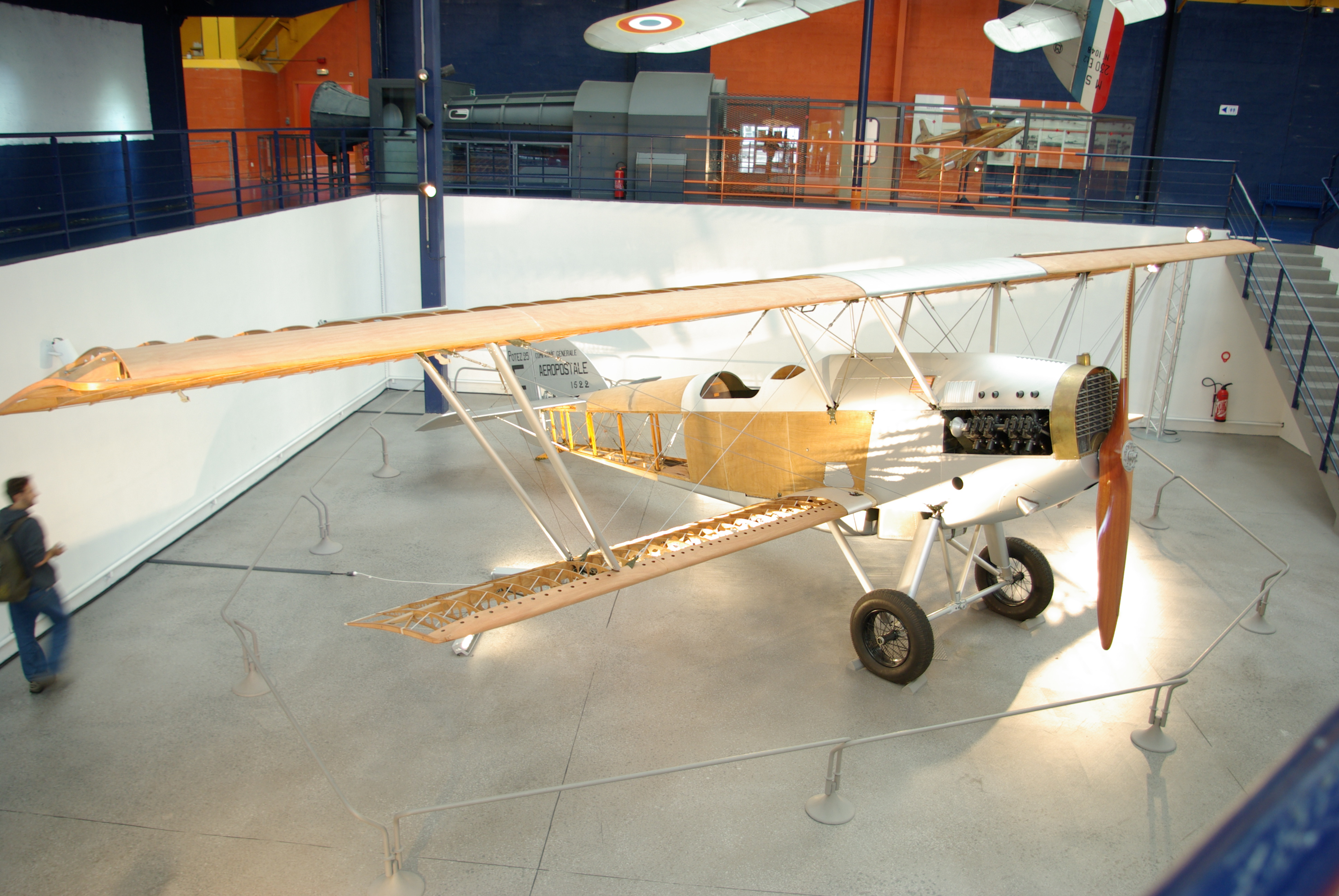
Exemplaire d'un biplan Potez 25, premiers avions de l'armée de l'air éthiopienne, employés lors de la bataille.

Le 28 mars 1930, lorsque l'armée de Gougsa Wellé traverse la frontière de la province de Bégemeder en se dirigeant vers la province de Choa, elle fait face à un spectacle inhabituel. Trois biplans de l'armée loyaliste éthiopienne survolent les hommes de Wellé. En 1922, Tafari Makonnen commence en effet à s'intéresser aux avions militaires, en prenant notamment part à plusieurs vols de démonstration en Europe. En 1929, une force aérienne éthiopienne était en cours de développement. Elle est utilisée durant cette bataille pour la première fois.
Les biplans larguent de nombreux exemplaires des deux tracts créés pour l'occasion : la proclamation de Tafari et l'anathème de Kyrillos. Exemple de « guerre psychologique », les tracts font appel aux sympathies conservatrices et religieuses des forces combattant pour Gougsa Wellé, et prouvent leur efficacité. Une partie de l'armée de Wellé l'abandonne.

### Déroulement des combats
Le 31 mars, les deux armées se rencontrent à Debre Zebit dans les plaines d'Anchem. À 9 h, les biplans réapparaissent. Mais cette fois, ce sont des bombes aériennes et non des tracts qui sont largués sur l'armée de Gugsa Welle. À ce stade de l'histoire éthiopienne, la guerre aérienne est sans précédent et totalement inattendue, d'autant plus qu'ailleurs dans le monde, les bombardements aériens sont encore peu répandues, le premier ayant lieu seulement en 1911. Une grande partie de l'armée de Wellé déserte alors le champ de bataille.
L'armée impériale déployée contre Gougsa Wellé est commandée par Wondosson Kassa, le fils aîné de Kassa Haile Darge, au centre, Ayalew Birru sur le flanc droit et Fikremariam sur la gauche. Ayalew Birru commande les troupes de Semien et Fikremariam celles de Wello. Les forces commandées par Moulougéta Yeggazou et Adafrisau Yenado restent en retrait, prêtes à se joindre à la bataille en cas de nécessité.
Selon le magazine Time, au moment de la bataille, les deux armées opposées sont incomparables. Gougsa Wellé et son armée de Bégemeder comptent environ 10 000 hommes et sont armés de dix mitrailleuses et de deux canons. En face d'eux se trouve une armée bien mieux équipée d'environ 20 000 hommes fidèles au gouvernement central.
La bataille commence et, après quatre heures, les forces impériales de Wondosson Kassa et Ayalew Birru ont pris le dessus. Sentant le vent tourner, les hommes de Gougsa Wellé, déjà diminués en raison de l'offensive psychologique, commence à déserter en nombre.

### Fin du combat
Peu après midi, Gugsa Welle est encerclé et isolé du reste de se troupes. Gougsa Wellé est sommé de se rendre. Monté sur un cheval blanc, il choisit de continuer à se battre, mais est abattu de plusieurs balles, et tué. Shumye, le commandant en second de l'armée de Begemder, combat jusqu'à être capturé, plus tard dans l'après-midi. Le peu qui reste de l'armée se désintègre. Les alliés oromos de Gougsa Wellé n'arriveront sur les lieux de la bataille qu'un jour plus tard.
Birru Wolde Gabriel et l'armée de la province de Sidamo entrent dans Debra Tabor sans opposition. Avec la mort de Gougsa Wellé et la destruction de son armée, sa tentative de rébellion prend fin.

## Conséquences
Gondar, la capitale de la province de Bégemeder, est prise sans résistance peu après la fin de la bataille d'Anchem. Wondosson Kassa récupère le contrôle des terres de Gougsa Wellé grâce à son père, fidèle allié de Tafari. En conséquence, il est nommé Shum de la province de Bégemeder.
Trois jours après la mort de Gougsa Wellé, l'impératrice Zewditou meurt elle aussi.
Le 2 novembre 1930, près de huit mois après la mort de Zewditou, Tafari Makonnen est proclamé empereur (Nəgusä Nägäst), sous le nom de règne de Haïlé Sélassié I d'Éthiopie.